# Футбол (игра на бумаге)
Футбо́л — комбинаторная и топологическая стратегическая игра на бумаге в клетку для двух человек, имитирующая игру в футбол или хоккей. Очень проста, но требует накопления профессионального опыта. Для игры достаточно иметь бумагу в клеточку и две ручки (карандаша) разных цветов.
Более правильно игру на относительно большом поле называть футболом, а на относительно очень маленьком поле — хоккеем.

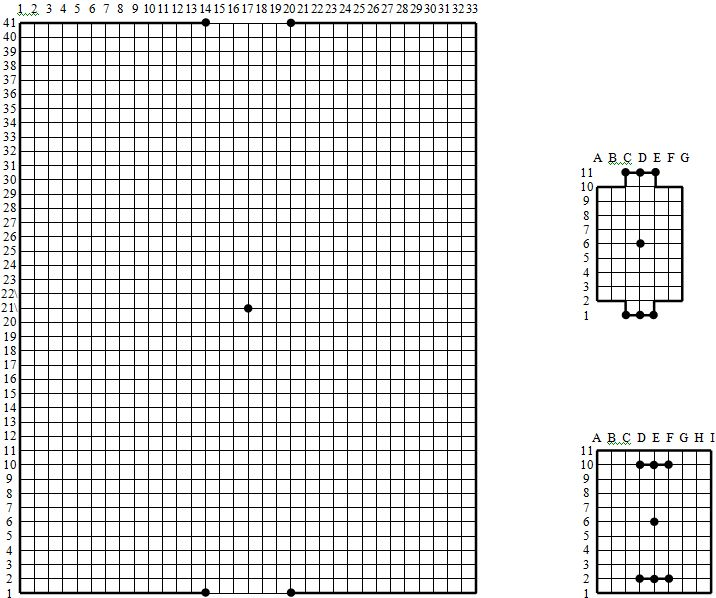
Рис. 0. Слева поле для игры в футбол на бумаге размером 32 х 40. Справа два поля для игры в хоккей на бумаге размером 6 х 8 (ворота вне поля) и размером 8х12 (ворота внутри поля)

Футбол и хоккей на бумаге имеют следующие общие правила:
- прямоугольное игровое поле на бумаге в клеточку;
- играют два игрока, которые ходят по очереди, причём на коротких сторонах поля имеются двое ворот;
- игра начинается с центра поля, причём одна из целей игры — забить мяч (шайбу) в ворота противника;
- в процессе игры рисуют линии только по сторонам или диагоналям квадратов-клеточек;
- важное значение имеет контроль пересечения игровых линий[2][3][5][6][4][7][8][9][10][11].

Контроль пересечения игровых линий по-разному моделирует поведение мяча и поведение шайбы на игровом поле, что и является основным отличием футбола на бумаге от хоккея на бумаге.
На рисунке 0 слева показано большое стандартное поле для игры в футбол на бумаге. Справа на рисунке 0 показаны два разных поля для игры в хоккей на бумаге.
Футбол и хоккей на бумаге отличаются друг от друга следующими правилами.
Футбол:
- проводится на большом поле с обычный тетрадный лист (32 × 40 клеточек[1][4]) для профессионалов или от 1/2 до 1/4 листа (от 20 × 30 клеточек до 14 × 22 клеточек[3]) для быстрых партий и новичков;
- партия занимает достаточно много времени;
- каждый игрок рисует ломаную линию в 3 клеточки. Эта ломаная не должна касаться уже нарисованных линий;
- мяч не может отражаться от краев поля;
- если игрок не может ходить, противник бьёт штрафной удар;
- цель игры — забить мяч в ворота противника, расположенные на границе поля, то есть провести его за ворота;
- многократное продление хода возможно только на последней стадии игры и получается редко;
- ничья возможна[1][2][3][5][6][4].

Футбол за границей называют русским вариантом футбола (Paper soccer (Russian variant)).
Хоккей:
- рисуется на маленьком поле 1/16 тетрадного листа (6 × 8[8][9] или 8 × 10[7]);
- партия занимает мало времени;
- каждый игрок задает направление шайбы;
- шайба отражается от краев поля и оставляет за собой линии, через узлы которых шайба не проходит ;
- если игрок не может ходить, то он проигрывает;
- цели игры — забить шайбу в ворота противника, расположенные не обязательно на границе поля, либо загнать противника в тупик;
- многократное продление хода возможно с начала игры и является обычным приёмом;
- ничья невозможна[5][7][8][9][10][11].

## 1. Футбол

### Поле

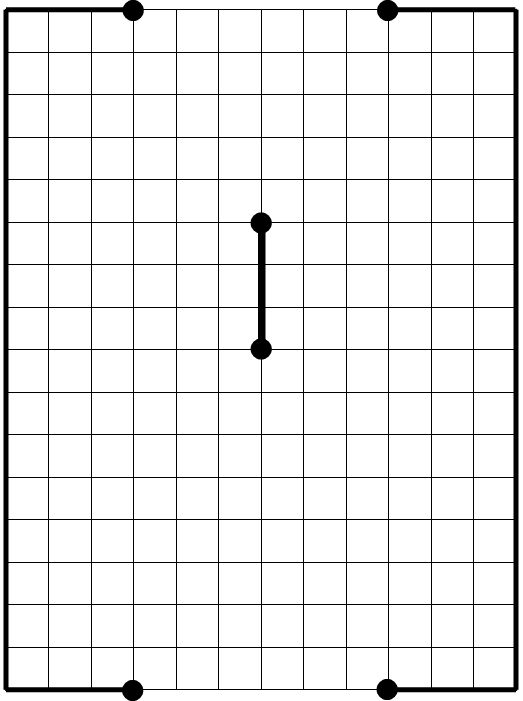
Рис. 1.1. Модельное («игрушечное») футбольное поле с простейшим первым ходом игрока. Показаны граница поля, ворота, штанги и центр поля

Участники игры рисуют на листе бумаги в клеточку по линиям сетки прямоугольное поле, называемое футбольным полем. Размеры поля в классическом варианте с обычный тетрадный лист размером от 32×40 до 30×38 клеточек. Футбольное поле состоит из следующих частей:
- граница поля — линия по краям листа по размеру поля. На линии ворот граница поля не рисуется, её там нет. Узлы, примыкающие к границе поля, называются граничными, об остальных узлах говорят как об узлах в середине поля;
- ворота — разрыв в границе поля величиной 6 клеточек на середине коротких сторон;
- штанги — жирные точки в узлах клеточек по краям ворот;
- центр поля — жирная точка точно в середине поля на одной оси с центрами обоих ворот.

На рисунке 0 слева показано стандартное игровое поле для игры в футбол на бумаге размером 32×40 клеточек ровно со стандартный тетрадный лист. На рисунке 1.1 показано модельное футбольное поле с простейшим первым ходом игрока, на рисунке 1.2 — с неочевидным первым ходом.
Для проведения быстрых партий или при игре новичков размеры поля могут быть меньше, от 1/2 до 1/4 листа (от 20×30 клеточек до 14×22 клеточек). При игре профессионала с новичком поле рисуют обычным, но меняют размеры ворот: у новичка ворота — это одна точка, у профессионала — вся его сторона.
Размеры футбольного поля и ворот, расположение ворот на коротких сторонах, положение центра поля принципиального значения не имеют.

### Ходы игроков
Главные правила:
- в футбол на бумаге играют два игрока, которые за своими воротами вне поля пишут свои имена;
- ходы делаются поочередно; первый ход разыгрывается жребием. Ход игрока обязателен, ход пропускается только в том случае, если игрок не может походить;
- цель игры — забить гол в ворота противника. Возможны автоголы, когда игрок вынужден походить в собственные ворота;
- чтобы не перепутать линии своих ходов, при игре используются ручки двух разных цветов.[1][2][3][6][4]

Основные правила для мяча:
- игроки перемещают по полю мяч в виде точки;
- цель игры — пересечь мячом линию ворот противника за пределы поля, это называется забить гол. Положение мяча на линии ворот голом не считается. Как только мяч пересекает линию ворот под любым углом, игра заканчивается и рисовать линию хода дальше не нужно. Поэтому считается, что за воротами количество узлов не ограничено;
- игрок, забивший гол, выигрывает, матч заканчивается. Новый матч начинается на новом поле;
- мяч не должен касаться границ поля. Семь узлов сетки на линии ворот (вместе со штангами) — обычные игровые узлы, попадание на них голом не считается. Заходить или выходить со штанги можно по любому направлению, кроме одного, где граница поля.[1][3][2][6][4]

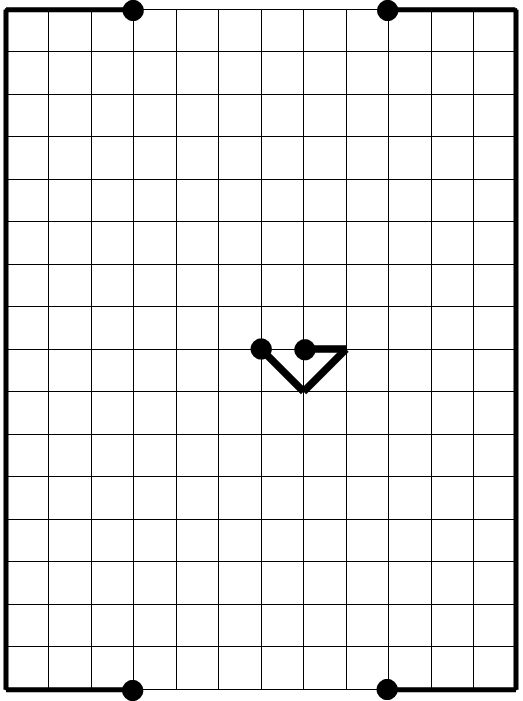
Рис. 1.2. Модельное («игрушечное») футбольное поле с неочевидным первым ходом игрока. Показаны граница поля, ворота, штанги и центр поля

Ходы игроки делают по следующим правилам:
- ходят, перемещают мяч только по узлам прямоугольной сетки бумаги в клеточку;
- ход игрока, он же траектория мяча — это непрерывная ломаная из трех отрезков, каждый отрезок — это сторона или диагональ клеточки. Узел, который не пересекает или не касается нарисованная траектория мяча, называется свободным. Другими словами, можно походить из узла сетки в любой соседний свободный узел; в начале игры в середине поля у каждого узла 8 соседних узлов, у граничного узла соседей меньше;
- первый игрок начинает ходить из центра поля. Последующие ходы игроков начинаются в узле, в котором закончился предыдущий ход;
- ход игрока не должен касаться или пересекать линии предыдущих ходов обоих игроков и не должен самопересекаться.[1][2][3][6][4]

На рисунках 1.1 и 1.2 показано модельное футбольное поле с двумя разными первыми ходами в игре.
Количество отрезков в траектории мяча — три — принципиально важно для игры футбол. С меньшим количеством игра потеряет динамичность: почти не будет штрафных ударов с двумя отрезками и практически совсем не будет с одним. С четырьмя отрезками пойдут почти одни штрафные удары. Если при четырёх или пяти отрезках исключить диагональные отрезки и перемещать мяч только по сторонам клеточек, игра станет слишком неуклюжей и это будет уже совсем другой футбол.

### Штрафной удар
Игрок может захотеть сделать так, что другой игрок не сможет походить на три отрезка по причине отсутствия достаточного количества свободных узлов около мяча, то есть попадет в тупик. Или игрок попадет в тупик независимо от своего желания.
Если какой-то игрок не может сделать полноценный ход из трёх отрезков, то он пропускает ход, при этом факт невозможности хода должен устанавливаться обоюдным соглашением игроков. Кроме того:
- его противник получает право на штрафной удар: из узла, где находится мяч, в одном из 8 допустимых направлений (два по горизонтали, два по вертикали и четыре по диагонали) рисуется прямая линия из 10 отрезков, отрезки определяются как обычного хода;
- штрафной удар может касаться или пересекать любые линии ходов и штрафных, может пересекать все 7 узлов линии ворот. Границу поля штрафной удар пересекать не может — кроме штанг;
- штрафной удар должен заканчиваться в свободном узле или за воротами. Если игра не закончена, гола нет, то противник начинает свой ход с конца линии штрафного удара (если может, конечно);
- не все направления штрафного удара допустимы, прямая линия из 10 отрезков может закончиться на занятом узле или пересечь границу поля. Игрок вправе выбирать как направление своего штрафного удара из всех допустимых[1][2][3][6][4].

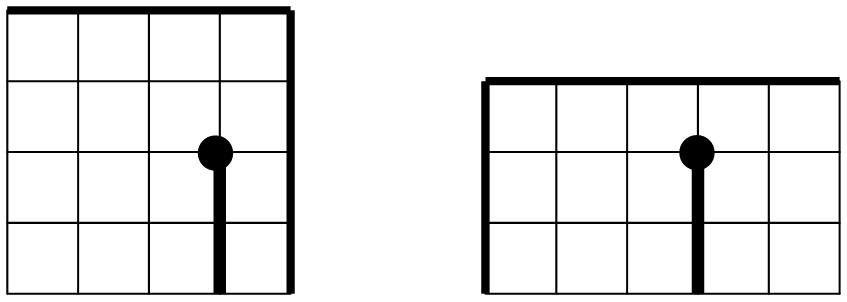
Рис. 1.3. Две игровые позиции в углах поля, когда игрок, который ходит, может при желании пробить штрафной удар. В левой позиции штрафной удар возможен из 2 разных узлов, в правой — из 4

Разумеется, если игрок может завалить другого игрока, то есть походить так, что он получит право на штрафной удар, разными способами, то он может выбирать узел завала. Другими словами, игрок естественным образом может выбрать узел завала из всех возможных, то есть выбрать место штрафного удара. На рисунке 1.3 представлены две игровые позиции в углах поля, когда игрок, который ходит, может при желании пробить штрафной удар. В левой позиции штрафной удар возможен из 2 разных узлов, в правой — из 4.
Величина штрафного удара в 10 клеточек (10 отрезков хода) принципиального значения не имеет. Тем не менее 10 клеточек считаются оптимальной величиной для штрафного удара. Меньшая длина штрафного приводит к более частым штрафным ударам и поэтому к ускорению игры, бо́льшая длина также приводит к сокращению времени игры за счёт увеличения вероятности гола при штрафном. Кроме того, отклонение в длине штрафного удара от 10 может привести к дисбалансу в профессиональном штрафном ударе.
В описаниях игры иногда встречается длина штрафного удара 6, редко 5. При такой игре правило, что окончание штрафного удара должно приходиться на свободный узел, отменяется и действует хоккейное правило для штрафного удара: при попадании на занятый узел бьётся повторный штрафной, если противник не может походить. В этом случае игра становится совсем другой и напоминает хоккей на бумаге: множественные штрафные удары становятся обычным делом. Вводится даже ограничение на количество повторов штрафных ударов, например, 6. Множественные штрафные удары трудно и долго рассчитывать, игра становится практически невозможной, а игра против компьютера — без шансов.
Иногда встречающиеся правила о «зеркальном отражении» штрафного удара от штанги не выдерживают критики. Чтобы не было недоразумений, штанги иногда смещают немного в сторону от узлов, расширяя ворота.
Также и правила о «пенальти» непонятны и не выдерживают критики.
Правило, по которому игрок, который не может сделать ход из трёх отрезков, полностью пропускает ход, приводит к интересной и продолжительной игре, в которой практически не бывает ничьих.
Иногда встречается правило, по которому игрок не пропускает ход, а делает укороченный ход из одного или двух отрезков, если может. Такое правило обедняет и укорачивает игру, ничьи становятся реальностью.
Имеются и другие предложения по «улучшению игры», не выдерживающие критики.

### Профессиональный штрафной удар
Когда играют два профессионала, матч обычно быстро не заканчивается. В ворота профессионала гол забить трудно. Поле постепенно закрашивается линиями ходов, количество свободных узлов уменьшается. Наконец, наступает момент, когда матч становится профессиональным: игрок не может пробить штрафной удар по причине отсутствия нужного свободного узла по всем направлениям. В этом случае приходится пробивать профессиональный штрафной удар:
- если нельзя пробить штрафной на 10 клеток или за ворота, то игрок вправе удлинить или укоротить, по своему выбору, штрафной на 1 клетку и пробить его на 9 или 11 клеток. Факт невозможности штрафного на 10 клеток устанавливается по взаимному соглашению игроков;
- если нельзя пробить штрафной на 9, 10 или 11 клеток или за ворота, то игрок вправе удлинить или укоротить, по своему выбору, штрафной на 1 клетку и пробить его на 8 или 12 клеток. И так далее. Каждый раз Факт невозможности соответствующего штрафного устанавливается по взаимному соглашению игроков;
- если нельзя пробить никакой профессиональный штрафной, то есть по всем 8 направлениям от узла завала нет свободных узлов и нельзя попасть в ворота, то фиксируется ничья по взаимному соглашению игроков;
- если после любого штрафного, как обычного, так и профессионального, противник снова не может походить на три клетки, то бьётся второй штрафной (или профессиональный штрафной) подряд. Если опять некуда, снова штрафной, и т. д.,— это называется многократный (двойной, тройной и т. д.) штрафной удар. Процедура установки степени профессиональности штрафного каждый раз проходит по взаимному соглашению игроков. Матч с многократным ударом называется шедевр.[1][4]

В принципе можно выиграть, заставив противника просто походить или пробить штрафной (и даже многократный штрафной) в свои ворота. Получится автогол. Профессионалу не очень трудно выиграть автоголом у новичка.
Также в принципе можно уйти от поражения, организовав ничью.

### Техника игры

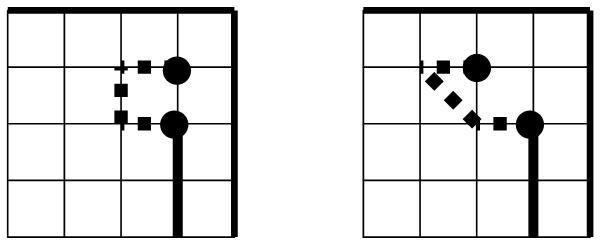
Рис. 1.4. Оба варианта завала в данной позиции

Уже из рисунков 1.1 и 1.2 видно, что даже первый ход можно выполнить неоднозначно, преследуя разнообразные цели. На первых порах новичку нужно научиться следующим вещам, развивая комбинаторное мышление:
- уметь организовывать штрафные удары;
- не позволять противнику делать штрафные;
- в какой-то мере управлять ходами противника.[1][4]

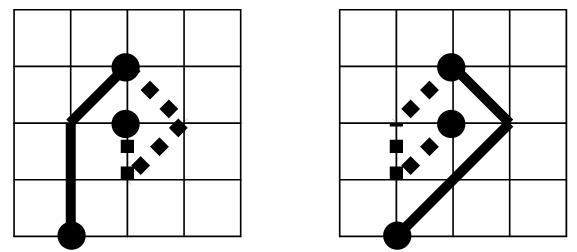
Рис. 1.5. Два завала сразу после первого хода

Завал, или получение штрафного удара — ход, после которого противник не может походить, и игрок производит штрафной удар. На рисунке 1.3 в левой позиции возможен завал в двух узлах двумя разными способами, которые показаны на рисунке 1.4. На рисунке 1.3 в правой позиции возможен завал в 4 узлах 6 разными способами. Из центра поля возможны с точностью до симметрии 46 различных первых ходов, при 17 из которых второй игрок может сразу пробить штрафной. Два из этих 17 ходов показаны на рисунке 1.5 вместе с ходом-завалом второго игрока.
Вынужденный ход — ход с вынужденным первым отрезком. Заставляя противника сделать вынужденный ход, игрок в какой-то степени контролирует ход противника. Ещё лучше, когда противник не может выбрать не только первый отрезок, но и второй и даже третий. При вынужденном ходе повышается вероятность завала. Но вместо того, чтобы завалить противника, можно заставить его сделать несколько вынужденных ходов и продвинуться к его воротам ближе, чем это было бы при штрафном ударе. При такой тактике образуется цепочка вынужденных ходов, которая заканчивается при приближении мяча к препятствию.

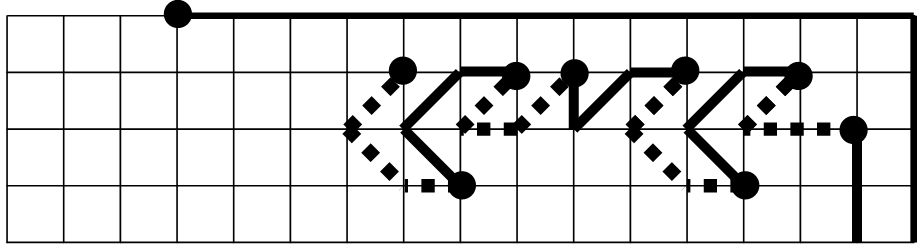
Рис. 1.6. Горизонтальная цепочка вынужденных ходов

На рисунке 1.6 показано, как вместо завала на рисунке 1.4 организовать цепочку вынужденных ходов и продвинуться вплотную к воротам противника. Правда, при этом гол забить не удастся (при правильной игре, конечно): цепочка продлится до первого препятствия, например, до следующего угла поля, где возможна смена игрока, контролирующего ходы, и если инициатива перейдет к другому игроку, он может продлить цепочку до угла поля на стороне противника. Гола в ворота на рисунке 1.6 не будет, но все 7 узлов ворот могут оказаться изолированными, и если в дальнейшем попасть штрафным точно в штангу, то в итоге может получиться автогол.
Когда игроки подходят от центра поля к его границе, то за 3 или 4 клеточки нужно тщательно продумывать свои ходы, чтобы получить контроль над другим игроком или штрафной на границе поля.

### Тактика и стратегия
Тактика игры заключается вовсе не в том, чтобы при первой возможности пробивать штрафные удары. Штрафные удары лучше пробивать в более удобных для этого местах. В начальной стадии игры можно выиграть и без штрафных ударов. Для такой игры нужно уметь контролировать и вести противника, нужно иметь развитую футбольную технику игры.
Стратегия для новичков заключается в том, что, как и в других играх, нужно постараться избежать своих ошибок и суметь воспользоваться ошибками противника. Стратегия для профессионалов состоит в следующем: нужно больше находиться на половине противника, создавая при этом по возможности больше мёртвых точек. Мёртвая точка — свободный узел на поле, либо совсем не имеющий свободных соседних узлов, либо имеющий очень небольшое их количество таким образом, что окончание штрафного удара в этом узле приводит сразу к повторению штрафного. При достаточном количестве мёртвых точек в конце игры игрок получает возможность ими воспользоваться и забить гол.

## 2. Хоккей
Хоккей на бумаге часто называют также футболом, видимо, из рекламных целей, поскольку самая популярная игра — это футбол.
Есть версия, что этот вариант появился в словацком детском журнале.
Участники игры рисуют прямоугольное поле с чётными сторонами. Размеры поля — произвольны (обычно небольшое, например 10х8 клеточек).
На противоположных коротких сторонах поля отмечаются ворота — отрезки, принадлежащие сторонам. Ворота должны располагаться симметрично и точно посередине стороны поля. Перед началом игры игроки договариваются о размерах ворот. Ворота должны занимать около четверти короткой стороны поля и содержать чётное количество клеток. Точно в центре поля ставится жирная точка — это начало игры.
Цель игры — забить гол в ворота противника.
- Ходы делаются поочерёдно, рисуя непрерывную ломаную («гоняя мяч») из начала игры. Первый ход разыгрывается жребием.
- Первая линия начинается в центре поля. Начало новой линии совпадает с концом предыдущей.
- Основной ход состоит из одного звена — по сторонам клетки или по диагоналям. Звенья могут пересекаться, но не могут полностью совпадать (идти по одному отрезку). Далее возможны варианты:
  - Если ход оканчивается в одном из узлов ворот (включая края отрезка), то сделавший ход «забивает гол» и раунд заканчивается.
  - Если конец хода приходится на край поля или узел линии— стенку (кроме ворот), то мяч «отскакивает» по закону отражения, при этом увеличивая длину хода. Таким образом, мяч не может остановиться после хода «в стенке».
- Если игрок не может сделать ход (это может случиться в центре поля, либо в углу), то он проиграл этот раунд. Очевидно, что после этого выхода из центра нет и продолжать игру на этом поле уже нельзя.
- После гола игра продолжается с центра поля ходом проигравшего, либо начинается заново с чистого поля.

### Профессиональные источники
- Мациевский С. В. Математическая культура. Игры: Учебное пособие. — Калининград: Изд-во Калининградского государственного университета, 2003. — 120 с., ил. — ISBN 5-88874-451-4. — Глава 4. Игры и головоломки. § 2. Футбол
- Мациевский С. В., Рубинштейн Л. И. Математические игры футбол и хоккей на бумаге // Наука и мир. Международный научный журнал, 2018, № 9 (61), Т. 1, с. 31—33. — ISSN 2308-4804. (Matsievsky S. V., Rubinshteyn L. I. Mathematical games paper soccer and paper hockey // Science and world. International scientific journal, 2018, № 9 (61), Vol 1, с. 31—33.) http://scienceph.ru/archives http://en.scienceph.ru/archives
- Gridball
- Морозков В. А. Футбол — магия на листе бумаги. Искусство побеждать. — Ростов-на-Дону: Феникс, 2009. — 224 с., ил. — ISBN 978-5-222-15721-3
- Морозков В. А. Настольная игра «Футбол на бумаге». — ЛитРес: Самиздат, 2017

### Распечатки
- Распечатать небольшие игровые поля для новичков для игры в футбол на бумаге можно здесь:

### Компьютерные программы
- Футболо-хоккей на бумаге, ход 3 клеточки, поле 32×40 клеточек, штрафной 6 клеточек, ворота 4 клеточки: Gridball

- Футбол на бумаге. Ход 3 клетки, поле 31x41, штрафные на 6/12 клеток, доп.возможности.